# Lithops otzeniana
Lithops otzeniana är en isörtsväxtart som beskrevs av Gert Cornelius Nel. Lithops otzeniana ingår i stenbladssläktet som ingår i familjen isörtsväxter. Inga underarter finns listade i Catalogue of Life.

## Bildgalleri

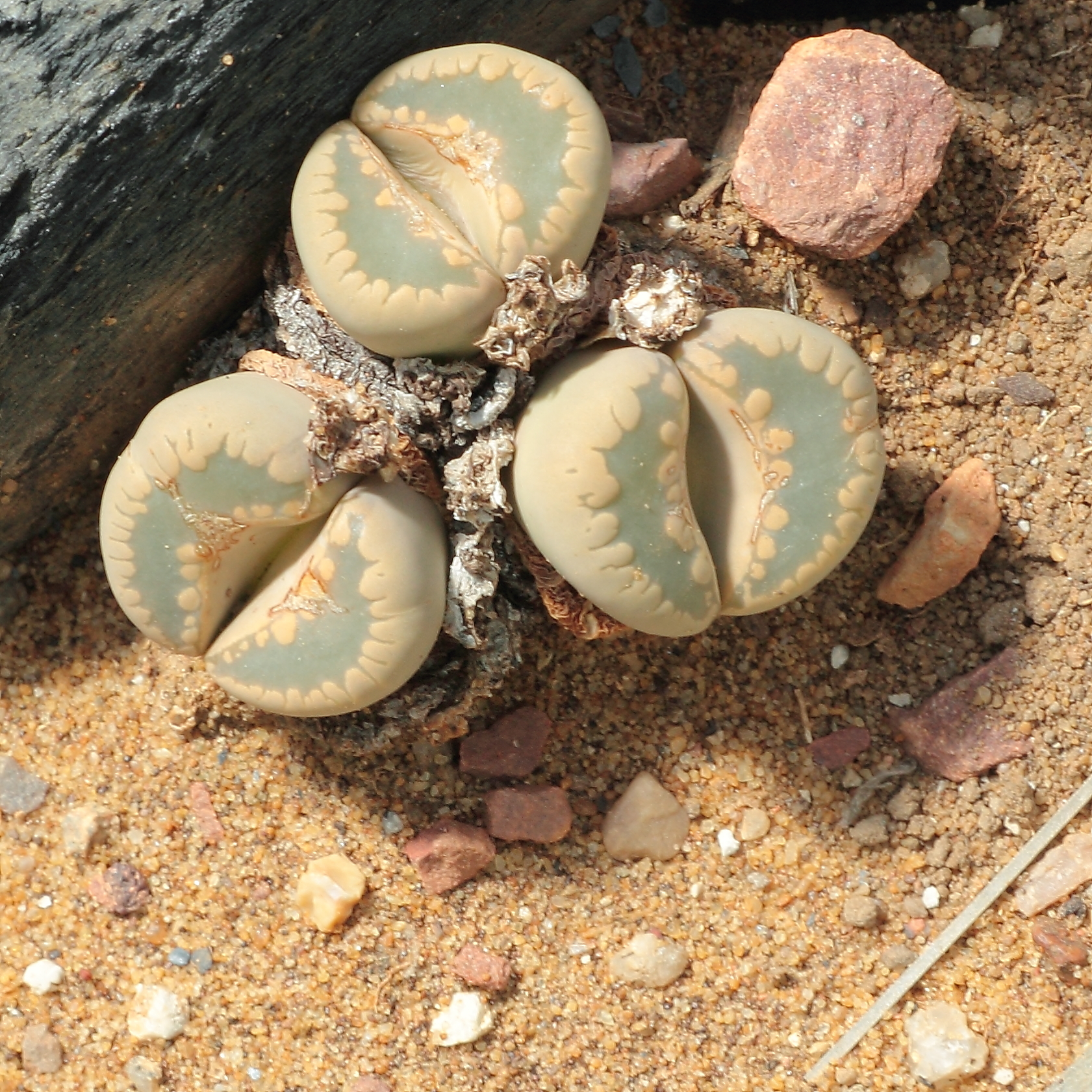
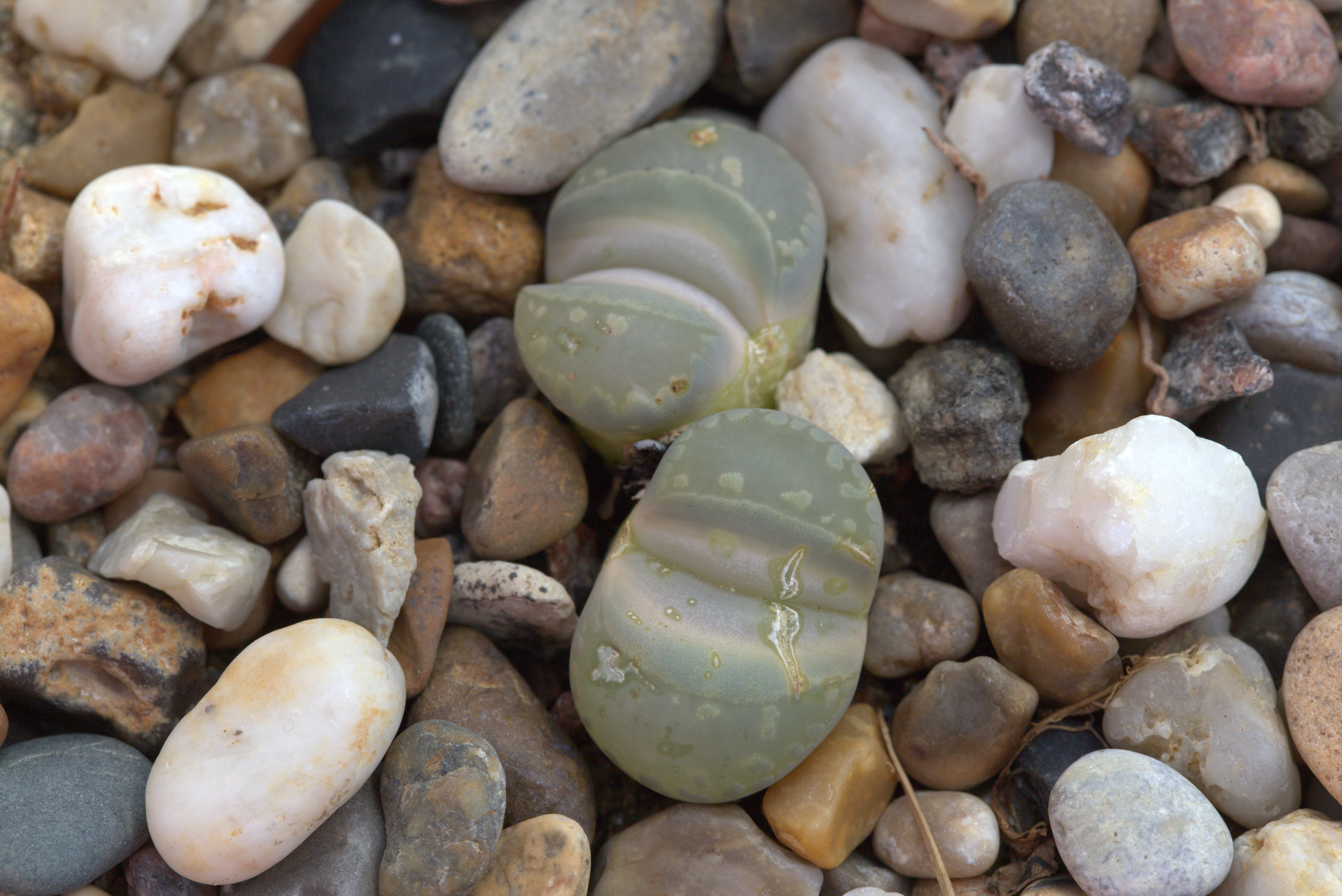
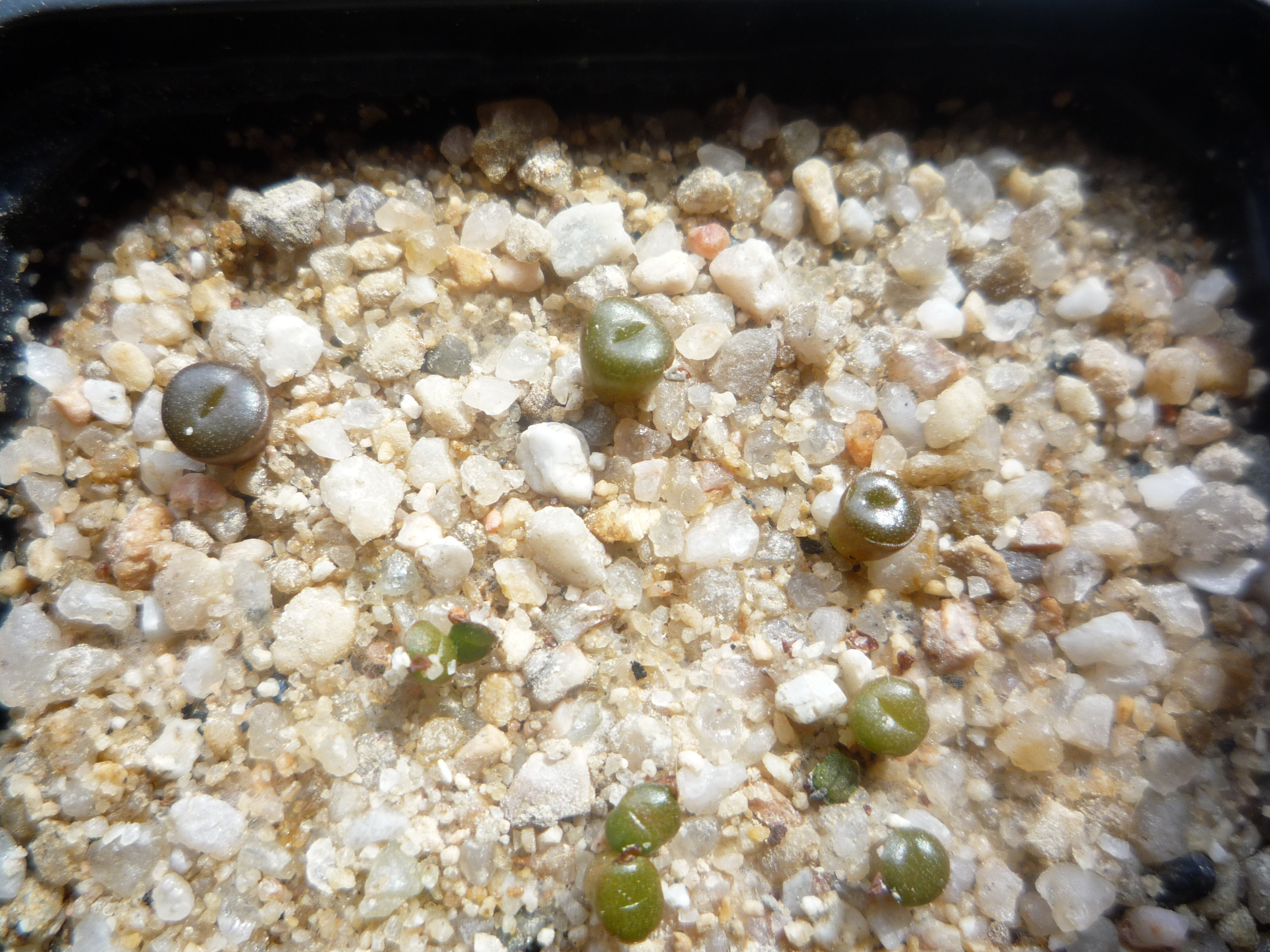